# Ben Walker
Ben Walker (Essex, 1993) é um ator britânico. Ficou mundialmente famoso após interpretar Roger Parslow no filme A Bússola de Ouro.

## Filmografia
| Filmes    | Filmes                    | Filmes        | Filmes     |
| Ano       | Título                    | Papel         | Notas      |
| --------- | ------------------------- | ------------- | ---------- |
| 2005      | The Notorious Bettie Page | Jim           |            |
| 2006      | Sweeney Todd              | Tobias        | Para TV    |
| 2007      | A Bússola de Ouro         | Roger Parslow |            |
| 2012      | Still Falls the Rain      | Stanley       |            |
| Televisão |                           |               |            |
| Ano       | Título                    | Papel         | Notas      |
| 2008      | Torchwood                 | Jamie Burton  | 1 episódio |
| 2009      | Demons                    | Jamie         | 1 episódio |
| 2009      | Plus One                  | Craig         | 1 episódio |